# Női jégkorongtorna a 2006. évi téli olimpiai játékokon
A 2006. évi téli olimpiai játékokon a női jégkorongtornát február 11. és 20. között rendezték. A tornán 8 nemzet csapata vett részt.

## Lebonyolítás
A 8 résztvevő 2 darab 4 csapatos csoportot alkotott. Körmérkőzések döntötték el a csoportok végeredményét. A csoportból az első négy helyezett jutott tovább az elődöntőbe, ahonnan egyenes kieséses rendszerben folytatódott a torna. A csoportok harmadik és negyedik helyezettjei az 5–8. helyért mérkőzhettek.

## Csoportkör
| Színmagyarázat                                                             |
| -------------------------------------------------------------------------- |
| A csoportok első két helyezettje bejutott az elődöntőbe.                   |
| A csoportok harmadik és negyedik helyezettjei az 5–8. helyért játszhattak. |

### A csoport
| Nemzet      | M | Gy | D | V | G+ | G– | Gk  | P |
| ----------- | - | -- | - | - | -- | -- | --- | - |
| Kanada      | 3 | 3  | 0 | 0 | 36 | 1  | +35 | 6 |
| Svédország  | 3 | 2  | 0 | 1 | 15 | 9  | +6  | 4 |
| Oroszország | 3 | 1  | 0 | 2 | 6  | 16 | –10 | 2 |
| Olaszország | 3 | 0  | 0 | 3 | 1  | 28 | –27 | 0 |

| 2006. február 11. 15:35 | Svédország (SWE) | 3 – 1 (0–0, 2–1, 1–0) | Oroszország | Palasport Olimpico Nézőszám: 6500 |

| Jegyzőkönyv | Jegyzőkönyv | Jegyzőkönyv       | Jegyzőkönyv | Jegyzőkönyv                          |
| --- | ----------- | ----------------- | ----------- | ------------------------------------ |
| |             |                   |             | Játékvezető: Stephanie Normand (CAN) |
| \| Jansson (Lindberg, Winberg) (PP) - 23:26 \| 1 – 0 \| \| \| Timglas, (Rooth, O'Konor) (PP) - 25:14 \| 2 – 0 \| \| \| \| 2 – 1 \| 39:21 - Trefilova \| \| Rooth (G. Andersson) (PP) - 40:32 \| 3 – 1 \| \| |             |                   |             |                                      |
| 14 perc | Büntetések  | 14 perc           |             |                                      |
| 24 | Lövések     | 31                |             |                                      |
| Jansson (Lindberg, Winberg) (PP) - 23:26 | 1 – 0       |                   |             |                                      |
| Timglas, (Rooth, O'Konor) (PP) - 25:14 | 2 – 0       |                   |             |                                      |
| | 2 – 1       | 39:21 - Trefilova |             |                                      |
| Rooth (G. Andersson) (PP) - 40:32 | 3 – 1       |                   |             |                                      |

| 2006. február 11. 20:35 | Kanada (CAN) | 16 – 0 (5–0, 4–0, 7–0) | Olaszország | Palasport Olimpico Nézőszám: 8399 |

| Jegyzőkönyv | Jegyzőkönyv | Jegyzőkönyv | Jegyzőkönyv | Jegyzőkönyv                      |
| --- | ----------- | ----------- | ----------- | -------------------------------- |
| |             |             |             | Játékvezető: Danyel Howard (USA) |
| \| Ouellette (Hefford, MacLeod) - 1:36 \| 1 – 0 \| \| \| Ouellette (Hefford, Botterill) - 1:52 \| 2 – 0 \| \| \| Wickenheiser (Piper) - 4:04 \| 3 – 0 \| \| \| Ouellette (Botterill, Campbell) (PP) - 6:53 \| 4 – 0 \| \| \| Pounder (Kellar) - 11:34 \| 5 – 0 \| \| \| Vaillancourt (Piper) - 20:25 \| 6 – 0 \| \| \| MacLeod (Campbell, Apps) - 22:32 \| 7 – 0 \| \| \| Wickenheiser (Piper, Apps) - 38:45 \| 8 – 0 \| \| \| Wickenheiser (Piper, Apps) - 39:56 \| 9 – 0 \| \| \| Apps (Piper, Wickenheiser) - 41:35 \| 10 – 0 \| \| \| Botterill (Ouellette, MacLeod) - 47:31 \| 11 – 0 \| \| \| Hefford (Ouellette, Botterill) (PP) - 48:41 \| 12 – 0 \| \| \| Pounder - 49:42 \| 13 – 0 \| \| \| Goyette (Campbell, Sunohara) - 52:19 \| 14 – 0 \| \| \| Apps (Piper, Wickenheiser) (PP) - 56:15 \| 15 – 0 \| \| \| Weatherston (Agosta, Vaillancourt) - 57:37 \| 16 – 0 \| \| |             |             |             |                                  |
| 8 perc | Büntetések  | 10 perc     |             |                                  |
| 66 | Lövések     | 5           |             |                                  |
| Ouellette (Hefford, MacLeod) - 1:36 | 1 – 0       |             |             |                                  |
| Ouellette (Hefford, Botterill) - 1:52 | 2 – 0       |             |             |                                  |
| Wickenheiser (Piper) - 4:04 | 3 – 0       |             |             |                                  |
| Ouellette (Botterill, Campbell) (PP) - 6:53 | 4 – 0       |             |             |                                  |
| Pounder (Kellar) - 11:34 | 5 – 0       |             |             |                                  |
| Vaillancourt (Piper) - 20:25 | 6 – 0       |             |             |                                  |
| MacLeod (Campbell, Apps) - 22:32 | 7 – 0       |             |             |                                  |
| Wickenheiser (Piper, Apps) - 38:45 | 8 – 0       |             |             |                                  |
| Wickenheiser (Piper, Apps) - 39:56 | 9 – 0       |             |             |                                  |
| Apps (Piper, Wickenheiser) - 41:35 | 10 – 0      |             |             |                                  |
| Botterill (Ouellette, MacLeod) - 47:31 | 11 – 0      |             |             |                                  |
| Hefford (Ouellette, Botterill) (PP) - 48:41 | 12 – 0      |             |             |                                  |
| Pounder - 49:42 | 13 – 0      |             |             |                                  |
| Goyette (Campbell, Sunohara) - 52:19 | 14 – 0      |             |             |                                  |
| Apps (Piper, Wickenheiser) (PP) - 56:15 | 15 – 0      |             |             |                                  |
| Weatherston (Agosta, Vaillancourt) - 57:37 | 16 – 0      |             |             |                                  |

| 2006. február 12. 16:35 | Oroszország (RUS) | 0 – 12 (0–7, 0–2, 0–3) | Kanada | Torino Esposizioni Nézőszám: 2414 |

| Jegyzőkönyv | Jegyzőkönyv | Jegyzőkönyv                                   | Jegyzőkönyv | Jegyzőkönyv                    |
| --- | ----------- | --------------------------------------------- | ----------- | ------------------------------ |
| |             |                                               |             | Játékvezető: Joy Tottman (GBR) |
| \| \| 0 – 1 \| 4:53 - Sunohara (Ouellette, Goyette) \| \| \| 0 – 2 \| 6:52 - Agosta (Kingsbury, Weatherston) \| \| \| 0 – 3 \| 10:00 - Piper (Apps) (SH) \| \| \| 0 – 4 \| 15:14 - Goyette (Campbell) \| \| \| 0 – 5 \| 16:18 - Piper (Wickenheiser) \| \| \| 0 – 6 \| 17:48 - Wickenheiser \| \| \| 0 – 7 \| 19:20 - Agosta (Vaillancourt) \| \| \| 0 – 8 \| 27:19 - Weatherston (Ouellette, Vaillancourt) \| \| \| 0 – 9 \| 33:27 - Agosta (PP) \| \| \| 0 – 10 \| 41:16 - Piper (Wickenheiser) \| \| \| 0 – 11 \| 47:47 - Vaillancourt (Hefford, Botterill) \| \| \| 0 – 12 \| 52:33 - MacLeod (Wickenheiser) \| |             |                                               |             |                                |
| 28 perc | Büntetések  | 14 perc                                       |             |                                |
| 17 | Lövések     | 43                                            |             |                                |
| | 0 – 1       | 4:53 - Sunohara (Ouellette, Goyette)          |             |                                |
| | 0 – 2       | 6:52 - Agosta (Kingsbury, Weatherston)        |             |                                |
| | 0 – 3       | 10:00 - Piper (Apps) (SH)                     |             |                                |
| | 0 – 4       | 15:14 - Goyette (Campbell)                    |             |                                |
| | 0 – 5       | 16:18 - Piper (Wickenheiser)                  |             |                                |
| | 0 – 6       | 17:48 - Wickenheiser                          |             |                                |
| | 0 – 7       | 19:20 - Agosta (Vaillancourt)                 |             |                                |
| | 0 – 8       | 27:19 - Weatherston (Ouellette, Vaillancourt) |             |                                |
| | 0 – 9       | 33:27 - Agosta (PP)                           |             |                                |
| | 0 – 10      | 41:16 - Piper (Wickenheiser)                  |             |                                |
| | 0 – 11      | 47:47 - Vaillancourt (Hefford, Botterill)     |             |                                |
| | 0 – 12      | 52:33 - MacLeod (Wickenheiser)                |             |                                |

| 2006. február 13. 15:05 | Svédország (SWE) | 11 – 0 (3–0, 5–0, 3–0) | Olaszország | Torino Esposizioni Nézőszám: 2156 |

| Jegyzőkönyv | Jegyzőkönyv | Jegyzőkönyv | Jegyzőkönyv | Jegyzőkönyv                           |
| --- | ----------- | ----------- | ----------- | ------------------------------------- |
| |             |             |             | Játékvezető: Katerina Ivicicova (CZE) |
| \| Sjölander (Winberg) (PP) - 7:09 \| 1 – 0 \| \| \| Sjölander (Lindberg, G. Andersson) (PP) - 15:45 \| 2 – 0 \| \| \| G. Andersson (Holst) - 18:15 \| 3 – 0 \| \| \| Jansson (Eliasson) - 20:59 \| 4 – 0 \| \| \| Holst (Rooth) - 25:05 \| 5 – 0 \| \| \| Edstrand (Sjölander) - 31:45 \| 6 – 0 \| \| \| Rooth (Holst) (SH) - 32:37 \| 7 – 0 \| \| \| G. Andersson (Nevalainen) - 34:16 \| 8 – 0 \| \| \| Sjölander (Nevalainen, Asserholt) - 49:31 \| 9 – 0 \| \| \| Rooth (G. Andersson) (PP) - 50:55 \| 10 – 0 \| \| \| Edstrand (Rooth, G. Andersson) (PP) - 58:08 \| 11 – 0 \| \| |             |             |             |                                       |
| 16 perc | Büntetések  | 22 perc     |             |                                       |
| 52 | Lövések     | 4           |             |                                       |
| Sjölander (Winberg) (PP) - 7:09 | 1 – 0       |             |             |                                       |
| Sjölander (Lindberg, G. Andersson) (PP) - 15:45 | 2 – 0       |             |             |                                       |
| G. Andersson (Holst) - 18:15 | 3 – 0       |             |             |                                       |
| Jansson (Eliasson) - 20:59 | 4 – 0       |             |             |                                       |
| Holst (Rooth) - 25:05 | 5 – 0       |             |             |                                       |
| Edstrand (Sjölander) - 31:45 | 6 – 0       |             |             |                                       |
| Rooth (Holst) (SH) - 32:37 | 7 – 0       |             |             |                                       |
| G. Andersson (Nevalainen) - 34:16 | 8 – 0       |             |             |                                       |
| Sjölander (Nevalainen, Asserholt) - 49:31 | 9 – 0       |             |             |                                       |
| Rooth (G. Andersson) (PP) - 50:55 | 10 – 0      |             |             |                                       |
| Edstrand (Rooth, G. Andersson) (PP) - 58:08 | 11 – 0      |             |             |                                       |

| 2006. február 14. 13:05 | Olaszország (ITA) | 1 – 5 (1–1, 0–1, 0–3) | Oroszország | Torino Esposizioni Nézőszám: 2046 |

| Jegyzőkönyv | Jegyzőkönyv | Jegyzőkönyv                           | Jegyzőkönyv | Jegyzőkönyv                      |
| --- | ----------- | ------------------------------------- | ----------- | -------------------------------- |
| |             |                                       |             | Játékvezető: Bianca Walter (GER) |
| \| Florian (Leitner, Bettarini) (PP) - 8:02 \| 1 – 0 \| \| \| \| 1 – 1 \| 11:17 - Gladysheva (PP) \| \| \| 1 – 2 \| 25:51 - Trefilova (Pashkevich) (PP) \| \| \| 1 – 3 \| 44:31 - Gavrilova (Khomich) \| \| \| 1 – 4 \| 46:53 - Gavrilova (Sotnikova) \| \| \| 1 – 5 \| 53:04 - Trefilova (Shchelchkova) (PP) \| |             |                                       |             |                                  |
| 26 perc | Büntetések  | 18 perc                               |             |                                  |
| 13 | Lövések     | 40                                    |             |                                  |
| Florian (Leitner, Bettarini) (PP) - 8:02 | 1 – 0       |                                       |             |                                  |
| | 1 – 1       | 11:17 - Gladysheva (PP)               |             |                                  |
| | 1 – 2       | 25:51 - Trefilova (Pashkevich) (PP)   |             |                                  |
| | 1 – 3       | 44:31 - Gavrilova (Khomich)           |             |                                  |
| | 1 – 4       | 46:53 - Gavrilova (Sotnikova)         |             |                                  |
| | 1 – 5       | 53:04 - Trefilova (Shchelchkova) (PP) |             |                                  |

| 2006. február 14. 15:35 | Kanada (CAN) | 8 – 1 (2–0, 5–1, 1–0) | Svédország | Palasport Olimpico Nézőszám: 6850 |

| Jegyzőkönyv | Jegyzőkönyv | Jegyzőkönyv                              | Jegyzőkönyv | Jegyzőkönyv                     |
| --- | ----------- | ---------------------------------------- | ----------- | ------------------------------- |
| |             |                                          |             | Játékvezető: Anu Hirvonen (FIN) |
| \| Apps - 4:36 \| 1 – 0 \| \| \| Wickenheiser (Pounder) - 12:28 \| 2 – 0 \| \| \| Apps (PP) - 23:53 \| 3 – 0 \| \| \| Apps (Wickenheiser, Piper) - 30:58 \| 4 – 0 \| \| \| Goyette (Piper, Campbell) (PP) - 34:02 \| 5 – 0 \| \| \| \| 5 – 1 \| 36:12 - Lindberg (Jansson, Winberg) (PP) \| \| Weatherston (Kingsbury) - 37:25 \| 6 – 1 \| \| \| Hefford (PP) - 38:53 \| 7 – 1 \| \| \| Goyette (Piper, Wickenheiser) (PP) - 46:02 \| 8 – 1 \| \| |             |                                          |             |                                 |
| 14 perc | Büntetések  | 16 perc                                  |             |                                 |
| 47 | Lövések     | 8                                        |             |                                 |
| Apps - 4:36 | 1 – 0       |                                          |             |                                 |
| Wickenheiser (Pounder) - 12:28 | 2 – 0       |                                          |             |                                 |
| Apps (PP) - 23:53 | 3 – 0       |                                          |             |                                 |
| Apps (Wickenheiser, Piper) - 30:58 | 4 – 0       |                                          |             |                                 |
| Goyette (Piper, Campbell) (PP) - 34:02 | 5 – 0       |                                          |             |                                 |
| | 5 – 1       | 36:12 - Lindberg (Jansson, Winberg) (PP) |             |                                 |
| Weatherston (Kingsbury) - 37:25 | 6 – 1       |                                          |             |                                 |
| Hefford (PP) - 38:53 | 7 – 1       |                                          |             |                                 |
| Goyette (Piper, Wickenheiser) (PP) - 46:02 | 8 – 1       |                                          |             |                                 |

### B csoport
| Nemzet           | M | Gy | D | V | G+ | G– | Gk  | P |
| ---------------- | - | -- | - | - | -- | -- | --- | - |
| Egyesült Államok | 3 | 3  | 0 | 0 | 18 | 3  | 15  | 6 |
| Finnország       | 3 | 2  | 0 | 1 | 10 | 7  | +3  | 4 |
| Németország      | 3 | 1  | 0 | 2 | 2  | 9  | –7  | 2 |
| Svájc            | 3 | 0  | 0 | 3 | 1  | 12 | –11 | 0 |

| 2006. február 11. 13:05 | Finnország (FIN) | 3 – 0 (2–0, 0–0, 1–0) | Németország | Torino Esposizioni Nézőszám: 3200 |

| Jegyzőkönyv | Jegyzőkönyv | Jegyzőkönyv | Jegyzőkönyv | Jegyzőkönyv                       |
| --- | ----------- | ----------- | ----------- | --------------------------------- |
| |             |             |             | Játékvezető: Arina Ustinova (RUS) |
| \| Pehkonen (Pelttari, Saa. Tuominen) - 8:15 \| 1 – 0 \| \| \| Pelttari (PP) - 17:02 \| 2 – 0 \| \| \| Pälvilä (SH) - 43:13 \| 3 – 0 \| \| |             |             |             |                                   |
| 4 perc | Büntetések  | 6 perc      |             |                                   |
| 27 | Lövések     | 24          |             |                                   |
| Pehkonen (Pelttari, Saa. Tuominen) - 8:15                                                                                                  | 1 – 0       |             |             |                                   |
| Pelttari (PP) - 17:02 | 2 – 0       |             |             |                                   |
| Pälvilä (SH) - 43:13 | 3 – 0       |             |             |                                   |

| 2006. február 11. 18:05 | Egyesült Államok (USA) | 6 – 0 (1–0, 1–0, 4–0) | Svájc | Torino Esposizioni Nézőszám: 2900 |

| Jegyzőkönyv | Jegyzőkönyv | Jegyzőkönyv | Jegyzőkönyv | Jegyzőkönyv                           |
| --- | ----------- | ----------- | ----------- | ------------------------------------- |
| |             |             |             | Játékvezető: Katerina Ivicicova (CZE) |
| \| Ka. King (Potter) - 2:38 \| 1 – 0 \| \| \| Dunn-Luoma (SH2) - 32:27 \| 2 – 0 \| \| \| Wendell (Ruggiero, Potter) - 47:53 \| 3 – 0 \| \| \| Darwitz (Parsons) - 50:33 \| 4 – 0 \| \| \| Wendell (Potter) - 52:40 \| 5 – 0 \| \| \| Potter (Ruggiero) - 58:50 \| 6 – 0 \| \| |             |             |             |                                       |
| 18 perc | Büntetések  | 14 perc     |             |                                       |
| 56 | Lövések     | 9           |             |                                       |
| Ka. King (Potter) - 2:38 | 1 – 0       |             |             |                                       |
| Dunn-Luoma (SH2) - 32:27 | 2 – 0       |             |             |                                       |
| Wendell (Ruggiero, Potter) - 47:53 | 3 – 0       |             |             |                                       |
| Darwitz (Parsons) - 50:33 | 4 – 0       |             |             |                                       |
| Wendell (Potter) - 52:40 | 5 – 0       |             |             |                                       |
| Potter (Ruggiero) - 58:50 | 6 – 0       |             |             |                                       |

| 2006. február 12. 19:05 | Németország (GER) | 0 – 5 (0–2, 0–2, 0–1) | Egyesült Államok | Palasport Olimpico Nézőszám: 7794 |

| Jegyzőkönyv | Jegyzőkönyv | Jegyzőkönyv                         | Jegyzőkönyv | Jegyzőkönyv                     |
| --- | ----------- | ----------------------------------- | ----------- | ------------------------------- |
| |             |                                     |             | Játékvezető: Anu Hirvonen (FIN) |
| \| \| 0 – 1 \| 4:33 - Potter (Ka. King) (PP) \| \| \| 0 – 2 \| 17:13 - Ka. King (Chu, Potter) (PP) \| \| \| 0 – 3 \| 21:11 - Parsons (Resor, Stephens) \| \| \| 0 – 4 \| 29:57 - Darwitz (Parsons, Ka. King) \| \| \| 0 – 5 \| 50:54 - Parsons (Ruggiero) \| |             |                                     |             |                                 |
| 20 perc | Büntetések  | 16 perc                             |             |                                 |
| 10 | Lövések     | 60                                  |             |                                 |
| | 0 – 1       | 4:33 - Potter (Ka. King) (PP)       |             |                                 |
| | 0 – 2       | 17:13 - Ka. King (Chu, Potter) (PP) |             |                                 |
| | 0 – 3       | 21:11 - Parsons (Resor, Stephens)   |             |                                 |
| | 0 – 4       | 29:57 - Darwitz (Parsons, Ka. King) |             |                                 |
| | 0 – 5       | 50:54 - Parsons (Ruggiero)          |             |                                 |

| 2006. február 13. 17:35 | Finnország (FIN) | 4 – 0 (1–0, 0–0, 3–0) | Svájc | Palasport Olimpico Nézőszám: 4259 |

| Jegyzőkönyv | Jegyzőkönyv | Jegyzőkönyv | Jegyzőkönyv | Jegyzőkönyv                      |
| --- | ----------- | ----------- | ----------- | -------------------------------- |
| |             |             |             | Játékvezető: Bianci Walter (GER) |
| \| Saa. Tuominen (Pelttari) (PP) - 14:10 \| 1 – 0 \| \| \| Rantamäki - 45:21 \| 2 – 0 \| \| \| Saarinen (Hoikkala, Tallus) - 51:58 \| 3 – 0 \| \| \| Pehkonen (Rantamäki) - 52:50 \| 4 – 0 \| \| |             |             |             |                                  |
| 18 perc | Büntetések  | 20 perc     |             |                                  |
| 41 | Lövések     | 18          |             |                                  |
| Saa. Tuominen (Pelttari) (PP) - 14:10 | 1 – 0       |             |             |                                  |
| Rantamäki - 45:21 | 2 – 0       |             |             |                                  |
| Saarinen (Hoikkala, Tallus) - 51:58 | 3 – 0       |             |             |                                  |
| Pehkonen (Rantamäki) - 52:50 | 4 – 0       |             |             |                                  |

| 2006. február 14. 18:05 | Svájc (SUI) | 1 – 2 (0–0, 1–2, 0–0) | Németország | Torino Esposizioni Nézőszám: 2000 |

| Jegyzőkönyv | Jegyzőkönyv | Jegyzőkönyv                            | Jegyzőkönyv | Jegyzőkönyv                      |
| --- | ----------- | -------------------------------------- | ----------- | -------------------------------- |
| |             |                                        |             | Játékvezető: Danyel Howard (USA) |
| \| \| 0 – 1 \| 23:16 - M. Lanzl (Becker) \| \| Schumacher (J. Marty) (PP) - 29:00 \| 1 – 1 \| \| \| \| 1 – 2 \| 29:36 - Oswald (M. Lanzl, Ritter) (PP) \| |             |                                        |             |                                  |
| 41 perc | Büntetések  | 18 perc                                |             |                                  |
| 22 | Lövések     | 31                                     |             |                                  |
| | 0 – 1       | 23:16 - M. Lanzl (Becker)              |             |                                  |
| Schumacher (J. Marty) (PP) - 29:00 | 1 – 1       |                                        |             |                                  |
| | 1 – 2       | 29:36 - Oswald (M. Lanzl, Ritter) (PP) |             |                                  |

| 2006. február 14. 20:35 | Egyesült Államok (USA) | 7 – 3 (1–2, 1–1, 5–0) | Finnország | Palasport Olimpico Nézőszám: 7697 |

| Jegyzőkönyv | Jegyzőkönyv | Jegyzőkönyv                            | Jegyzőkönyv | Jegyzőkönyv                         |
| --- | ----------- | -------------------------------------- | ----------- | ----------------------------------- |
| |             |                                        |             | Játékvezető: Stephanie Norman (CAN) |
| \| \| 0 – 1 \| 00:13 - Pehkonen (Rantamäki) \| \| Parsons (Wendell, Potter) (PP) - 8:08 \| 1 – 1 \| \| \| \| 1 – 2 \| 11:26 - Laaksonen (Saa. Tuominen) (PP) \| \| \| 1 – 3 \| 32:01 - Kovalainen (Saarinen) (PP) \| \| Parsons (Chu) - 38:54 \| 2 – 3 \| \| \| Ka. King - 41:28 \| 3 – 3 \| \| \| Ruggiero - 50:16 \| 4 – 3 \| \| \| Darwitz (Wall) (PP) - 51:01 \| 5 – 3 \| \| \| Wendell (Parsons, Ruggiero) - 52:18 \| 6 – 3 \| \| \| Ruggiero (Darwitz, Stephens) - 55:36 \| 7 – 3 \| \| |             |                                        |             |                                     |
| 38 perc | Büntetések  | 22 perc                                |             |                                     |
| 31 | Lövések     | 15                                     |             |                                     |
| | 0 – 1       | 00:13 - Pehkonen (Rantamäki)           |             |                                     |
| Parsons (Wendell, Potter) (PP) - 8:08 | 1 – 1       |                                        |             |                                     |
| | 1 – 2       | 11:26 - Laaksonen (Saa. Tuominen) (PP) |             |                                     |
| | 1 – 3       | 32:01 - Kovalainen (Saarinen) (PP)     |             |                                     |
| Parsons (Chu) - 38:54 | 2 – 3       |                                        |             |                                     |
| Ka. King - 41:28 | 3 – 3       |                                        |             |                                     |
| Ruggiero - 50:16 | 4 – 3       |                                        |             |                                     |
| Darwitz (Wall) (PP) - 51:01 | 5 – 3       |                                        |             |                                     |
| Wendell (Parsons, Ruggiero) - 52:18 | 6 – 3       |                                        |             |                                     |
| Ruggiero (Darwitz, Stephens) - 55:36 | 7 – 3       |                                        |             |                                     |

## Egyenes kieséses szakasz

### Az 5–8. helyért
| 2006. február 17. 13:05 | Oroszország (RUS) | 6 – 2 (1–1, 4–1, 1–0) | Svájc | Torino Esposizioni Nézőszám: 2800 |

| Jegyzőkönyv | Jegyzőkönyv | Jegyzőkönyv                       | Jegyzőkönyv | Jegyzőkönyv                       |
| --- | ----------- | --------------------------------- | ----------- | --------------------------------- |
| |             |                                   |             | Játékvezető: Arina Ustinova (RUS) |
| \| Trefilova - 2:03 \| 1 – 0 \| \| \| \| 1 – 1 \| 10:52 - Rochat - 10:52 \| \| Burina (Mishina, Barykina) - 25:14 \| 2 – 1 \| \| \| Mishina (Smolentseva) - 26:19 \| 3 – 1 \| \| \| Mishina (Byalkovskaya) (PP) - 30:00 \| 4 – 1 \| \| \| \| 4 – 2 \| 31:55 - Lehmann (Cattaneo, Bullo) \| \| Mishina (Smolentseva) - 39:18 \| 5 – 2 \| \| \| Kapustina (Shchelchkova) (PP) - 52:17 \| 6 – 2 \| \| |             |                                   |             |                                   |
| 16 perc | Büntetések  | 12 perc                           |             |                                   |
| 36 | Lövések     | 18                                |             |                                   |
| Trefilova - 2:03 | 1 – 0       |                                   |             |                                   |
| | 1 – 1       | 10:52 - Rochat - 10:52            |             |                                   |
| Burina (Mishina, Barykina) - 25:14 | 2 – 1       |                                   |             |                                   |
| Mishina (Smolentseva) - 26:19 | 3 – 1       |                                   |             |                                   |
| Mishina (Byalkovskaya) (PP) - 30:00 | 4 – 1       |                                   |             |                                   |
| | 4 – 2       | 31:55 - Lehmann (Cattaneo, Bullo) |             |                                   |
| Mishina (Smolentseva) - 39:18 | 5 – 2       |                                   |             |                                   |
| Kapustina (Shchelchkova) (PP) - 52:17 | 6 – 2       |                                   |             |                                   |

| 2006. február 17. 18:35 | Németország (GER) | 5 – 2 (3–2, 0–0, 2–0) | Olaszország | Torino Esposizioni Nézőszám: 2750 |

| Jegyzőkönyv | Jegyzőkönyv | Jegyzőkönyv                        | Jegyzőkönyv | Jegyzőkönyv                       |
| --- | ----------- | ---------------------------------- | ----------- | --------------------------------- |
| |             |                                    |             | Játékvezető: Arina Ustinova (RUS) |
| \| Becker (M. Lanzl) - 0:27 \| 1 – 0 \| \| \| Seiler (Tamas) (PP) - 5:32 \| 2 – 0 \| \| \| \| 2 – 1 \| 6:18 - Leitner \| \| \| 2 – 2 \| 6:59 - Leitner (Kaser, Bazzanella) \| \| Holmes (Soesilo) - 7:47 \| 3 – 2 \| \| \| Becker (Ritter) - 42:50 \| 4 – 2 \| \| \| Ritter (Becker, M. Lanzl) - 55:35 \| 5 – 2 \| \| |             |                                    |             |                                   |
| 22 perc | Büntetések  | 16 perc                            |             |                                   |
| 30 | Lövések     | 13                                 |             |                                   |
| Becker (M. Lanzl) - 0:27 | 1 – 0       |                                    |             |                                   |
| Seiler (Tamas) (PP) - 5:32 | 2 – 0       |                                    |             |                                   |
| | 2 – 1       | 6:18 - Leitner                     |             |                                   |
| | 2 – 2       | 6:59 - Leitner (Kaser, Bazzanella) |             |                                   |
| Holmes (Soesilo) - 7:47 | 3 – 2       |                                    |             |                                   |
| Becker (Ritter) - 42:50 | 4 – 2       |                                    |             |                                   |
| Ritter (Becker, M. Lanzl) - 55:35 | 5 – 2       |                                    |             |                                   |

#### A 7. helyért
| 2006. február 20. 13:05 | Svájc (SUI) | 11 – 0 (4–0, 6–0, 1–0) | Olaszország | Torino Esposizioni Nézőszám: 2500 |

| Jegyzőkönyv | Jegyzőkönyv | Jegyzőkönyv | Jegyzőkönyv | Jegyzőkönyv                          |
| --- | ----------- | ----------- | ----------- | ------------------------------------ |
| |             |             |             | Játékvezető: Stephanie Normand (CAN) |
| \| Diaz - 4:33 \| 1 – 0 \| \| \| Diaz (Mosimann) (PP) - 9:54 \| 2 – 0 \| \| \| J. Marty (Diaz) (PP) - 16:06 \| 3 – 0 \| \| \| Lehmann (S. Marty) - 16:41 \| 4 – 0 \| \| \| Ruhnke (Rochat) - 22:36 \| 5 – 0 \| \| \| J. Marty (Ruhnke) - 26:51 \| 6 – 0 \| \| \| Meier (Kunzle) - 31:09 \| 7 – 0 \| \| \| Lehmann (Mosimann) - 32:48 \| 8 – 0 \| \| \| Ruhnke (Rochat) - 33:16 \| 9 – 0 \| \| \| S. Marty (Lehmann) - 35:37 \| 10 – 0 \| \| \| S. Marty (Lehmann) - 56:08 \| 11 – 0 \| \| |             |             |             |                                      |
| 20 perc | Büntetések  | 20 perc     |             |                                      |
| 53 | Lövések     | 29          |             |                                      |
| Diaz - 4:33 | 1 – 0       |             |             |                                      |
| Diaz (Mosimann) (PP) - 9:54 | 2 – 0       |             |             |                                      |
| J. Marty (Diaz) (PP) - 16:06 | 3 – 0       |             |             |                                      |
| Lehmann (S. Marty) - 16:41 | 4 – 0       |             |             |                                      |
| Ruhnke (Rochat) - 22:36 | 5 – 0       |             |             |                                      |
| J. Marty (Ruhnke) - 26:51 | 6 – 0       |             |             |                                      |
| Meier (Kunzle) - 31:09 | 7 – 0       |             |             |                                      |
| Lehmann (Mosimann) - 32:48 | 8 – 0       |             |             |                                      |
| Ruhnke (Rochat) - 33:16 | 9 – 0       |             |             |                                      |
| S. Marty (Lehmann) - 35:37 | 10 – 0      |             |             |                                      |
| S. Marty (Lehmann) - 56:08 | 11 – 0      |             |             |                                      |

#### Az 5. helyért
| 2006. február 20. 13:05 | Németország (GER) | 1 – 0 (sz.) (0–0, 0–0, 0–0, 0–0, 1–0) | Oroszország | Torino Esposizioni Nézőszám: 2570 |

| Jegyzőkönyv                           | Jegyzőkönyv | Jegyzőkönyv                              | Jegyzőkönyv | Jegyzőkönyv                      |
| ------------------------------------- | ----------- | ---------------------------------------- | ----------- | -------------------------------- |
|                                       |             |                                          |             | Játékvezető: Danyel Howard (USA) |
|                                       |             |                                          |             |                                  |
| Oswald M. Lanzl Scheytt Becker Holmes | Szétlövés   | Pashkevich Smolentseva Smolina Kapustina |             |                                  |
| 4 perc                                | Büntetések  | 14 perc                                  |             |                                  |
| 25                                    | Lövések     | 21                                       |             |                                  |

### Elődöntők
| 2006. február 17. 17:05 | Egyesült Államok (USA) | 2 – 3 (sz.) (1–0, 1–2, 0–0, 0–0, 0–1) | Svédország | Palasport Olimpico Nézőszám: 5654 |

| Jegyzőkönyv | Jegyzőkönyv | Jegyzőkönyv                | Jegyzőkönyv | Jegyzőkönyv                    |
| --- | ----------- | -------------------------- | ----------- | ------------------------------ |
| |             |                            |             | Játékvezető: Joy Tottman (GBR) |
| \| Kr. King (Potter, Chu) (PP) - 11:55 \| 1 – 0 \| \| \| Stephens (Wall, Darwitz) (PP) - 21:04 \| 2 – 0 \| \| \| \| 2 – 1 \| 26:17 - Rooth (O'Konor) \| \| \| 2 – 2 \| 29:40 - Rooth (Holst) (SH) \| |             |                            |             |                                |
| Darwitz Potter Ruggiero Wendell | Szétlövés   | Holst Ansson Winberg Rooth |             |                                |
| 12 perc | Büntetések  | 22 perc                    |             |                                |
| 39 | Lövések     | 17                         |             |                                |
| Kr. King (Potter, Chu) (PP) - 11:55 | 1 – 0       |                            |             |                                |
| Stephens (Wall, Darwitz) (PP) - 21:04 | 2 – 0       |                            |             |                                |
| | 2 – 1       | 26:17 - Rooth (O'Konor)    |             |                                |
| | 2 – 2       | 29:40 - Rooth (Holst) (SH) |             |                                |

| 2006. február 17. 21:05 | Kanada (CAN) | 6 – 0 (2–0, 2–0, 2–0) | Finnország | Palasport Olimpico Nézőszám: 5654 |

| Jegyzőkönyv | Jegyzőkönyv | Jegyzőkönyv | Jegyzőkönyv | Jegyzőkönyv                    |
| --- | ----------- | ----------- | ----------- | ------------------------------ |
| |             |             |             | Játékvezető: Joy Tottman (GBR) |
| \| Weatherston (Sostorics) (PP) - 17:33 \| 1 – 0 \| \| \| Apps (Kingsbury, Goyette) (PP) - 19:15 \| 2 – 0 \| \| \| Wickenheiser (Apps) (PP) - 34:59 \| 3 – 0 \| \| \| Ouellette (Sunohara) (PP) - 36:26 \| 4 – 0 \| \| \| Piper (Wickenheiser, Apps) - 47:49 \| 5 – 0 \| \| \| Piper (Wickenheiser, Apps) (PP) - 54:47 \| 6 – 0 \| \| |             |             |             |                                |
| 12 perc | Büntetések  | 22 perc     |             |                                |
| 39 | Lövések     | 17          |             |                                |
| Weatherston (Sostorics) (PP) - 17:33 | 1 – 0       |             |             |                                |
| Apps (Kingsbury, Goyette) (PP) - 19:15 | 2 – 0       |             |             |                                |
| Wickenheiser (Apps) (PP) - 34:59 | 3 – 0       |             |             |                                |
| Ouellette (Sunohara) (PP) - 36:26 | 4 – 0       |             |             |                                |
| Piper (Wickenheiser, Apps) - 47:49 | 5 – 0       |             |             |                                |
| Piper (Wickenheiser, Apps) (PP) - 54:47 | 6 – 0       |             |             |                                |

#### Bronzmérkőzés
| 2006. február 20. 16:35 | Finnország (FIN) | 0 – 4 (0–3, 0–1, 0–0) | Egyesült Államok | Palasport Olimpico Nézőszám: 5150 |

| Jegyzőkönyv | Jegyzőkönyv | Jegyzőkönyv                         | Jegyzőkönyv | Jegyzőkönyv                    |
| --- | ----------- | ----------------------------------- | ----------- | ------------------------------ |
| |             |                                     |             | Játékvezető: Joy Tottman (GBR) |
| \| \| 0 – 1 \| 2:32 - Stephens (Chu, Darwitz) (PP) \| \| \| 0 – 2 \| 8:09 - Ka. King (Resor) \| \| \| 0 – 3 \| 11:05 - Ka. King (Potter) \| \| \| 0 – 4 \| 21:44 - Ka. King (Chu, Kr. King) \| |             |                                     |             |                                |
| 12 perc | Büntetések  | 20 perc                             |             |                                |
| 14 | Lövések     | 20                                  |             |                                |
| | 0 – 1       | 2:32 - Stephens (Chu, Darwitz) (PP) |             |                                |
| | 0 – 2       | 8:09 - Ka. King (Resor)             |             |                                |
| | 0 – 3       | 11:05 - Ka. King (Potter)           |             |                                |
| | 0 – 4       | 21:44 - Ka. King (Chu, Kr. King)    |             |                                |

#### Döntő
| 2006. február 20. 20:35 | Svédország (SWE) | 1 – 4 (0–2, 0–2, 1–0) | Kanada | Palasport Olimpico Nézőszám: 6664 |

| Jegyzőkönyv | Jegyzőkönyv | Jegyzőkönyv                               | Jegyzőkönyv | Jegyzőkönyv                     |
| --- | ----------- | ----------------------------------------- | ----------- | ------------------------------- |
| |             |                                           |             | Játékvezető: Anu Hirvonen (FIN) |
| \| \| 0 – 1 \| 3:15 - Apps (Wickenheiser) \| \| \| 0 – 2 \| 12:13 - Ouellette (Hefford, Botterill) \| \| \| 0 – 3 \| 28:58 - Piper (Wickenheiser, Pounder) \| \| \| 0 – 4 \| 30:27 - Hefford (Botterill, Vaillancourt) \| \| G. Andersson (Holst, Rooth) (PP) - 45:24 \| 1 – 4 \| \| |             |                                           |             |                                 |
| 6 perc | Büntetések  | 12 perc                                   |             |                                 |
| 8 | Lövések     | 26                                        |             |                                 |
| | 0 – 1       | 3:15 - Apps (Wickenheiser)                |             |                                 |
| | 0 – 2       | 12:13 - Ouellette (Hefford, Botterill)    |             |                                 |
| | 0 – 3       | 28:58 - Piper (Wickenheiser, Pounder)     |             |                                 |
| | 0 – 4       | 30:27 - Hefford (Botterill, Vaillancourt) |             |                                 |
| G. Andersson (Holst, Rooth) (PP) - 45:24 | 1 – 4       |                                           |             |                                 |

| A 2006. évi téli olimpiai játékok női jégkorongtornájának olimpiai bajnoka |
| · KANADA · 2. cím                                                          |
| -------------------------------------------------------------------------- |

## Végeredmény
- A szétlövéssel eldöntött mérkőzések győztes, illetve vesztes mérkőzésként vannak feltüntetve.

| Helyezés | Csapat                 | M | Gy | D | V | G+ | G– | Gk  | P  |
| -------- | ---------------------- | - | -- | - | - | -- | -- | --- | -- |
| Arany    | Kanada (CAN)           | 5 | 5  | 0 | 0 | 46 | 2  | +44 | 10 |
| Ezüst    | Svédország (SWE)       | 5 | 3  | 0 | 2 | 19 | 15 | +4  | 6  |
| Bronz    | Egyesült Államok (USA) | 5 | 4  | 0 | 1 | 24 | 6  | +18 | 8  |
| 4.       | Finnország (FIN)       | 5 | 2  | 0 | 3 | 10 | 17 | –7  | 4  |
|          |                        |   |    |   |   |    |    |     |    |
| 5.       | Németország (GER)      | 5 | 3  | 0 | 2 | 7  | 11 | –4  | 6  |
| 6.       | Oroszország (RUS)      | 5 | 2  | 0 | 3 | 12 | 18 | –6  | 4  |
| 7.       | Svájc (SUI)            | 5 | 1  | 0 | 4 | 14 | 18 | –4  | 2  |
| 8.       | Olaszország (ITA)      | 5 | 0  | 0 | 5 | 3  | 48 | –45 | 0  |

## Statisztikák

### A legjobb kapusok ranglistája
|    | Név                | M | JP  | KL  | G | VH     | GM   |
| 1. | Charline Labonte   | 3 | 180 | 42  | 1 | 97,62% | 0,33 |
| 2. | Jennifer Harss     | 3 | 190 | 103 | 6 | 94,17% | 1,89 |
| 3. | Florence Schelling | 3 | 150 | 90  | 6 | 93,33% | 2,40 |

M – mérkőzések száma, JP – játszott percek száma, KL – kapott lövések, G – kapott gólok, VH – védési hatékonyság (védett lövések/kapott lövések), GM – meccsenkénti gólátlag (60 percre vetítve)

Csak azok a kapusok vannak a listán, akik legalább a meccsek 40%-án védtek.

### Kanadai táblázat
|    | Név                 | M | G | GP | P  |
| 1. | Hayley Wickenheiser | 5 | 5 | 12 | 17 |
| 2. | Cherie Piper        | 5 | 7 | 8  | 15 |
| 3. | Gillian Apps        | 5 | 7 | 7  | 14 |

M – mérkőzések száma, G – gólok száma, GP – gólpasszok száma, P – pontszám